# سبنسر تشارترز
سبنسر تشارترز (بالإنجليزية: Spencer Charters)‏ مواليد 25 مارس 1875 في بنسيلفانيا، الولايات المتحدة - الوفاة 25 يناير 1943 في هوليوود، الولايات المتحدة، هو ممثل أمريكي بدأ مسيرته الفنية سنة 1910. شارك في قرابة 220 فيلما. امتدت مسيرته الفنية لأكثر من 33 عاما.

## الأعمال
- الصفحة الأولى
- امرأة سيئة السمعة
- زواج وايكيكي
- في شيكاغو القديمة
- مدينتنا
- يانكي دودل داندي
- كبرياء اليانكيز

## روابط خارجية
- سبنسر تشارترز على موقع IMDb (الإنجليزية)
- سبنسر تشارترز على موقع ألو سيني (الفرنسية)
- سبنسر تشارترز على موقع أول موفي (الإنجليزية)
- سبنسر تشارترز على موقع قاعدة بيانات برودواي على الإنترنت (الإنجليزية)
- سبنسر تشارترز على موقع قاعدة بيانات الأفلام السويدية (السويدية)
- سبنسر تشارترز على موقع إن إن دي بي (الإنجليزية)
- سبنسر تشارترز على موقع قاعدة بيانات الفيلم (الإنجليزية)
- سبنسر تشارترز على موقع كينوبويسك (الروسية)